# Đá sừng

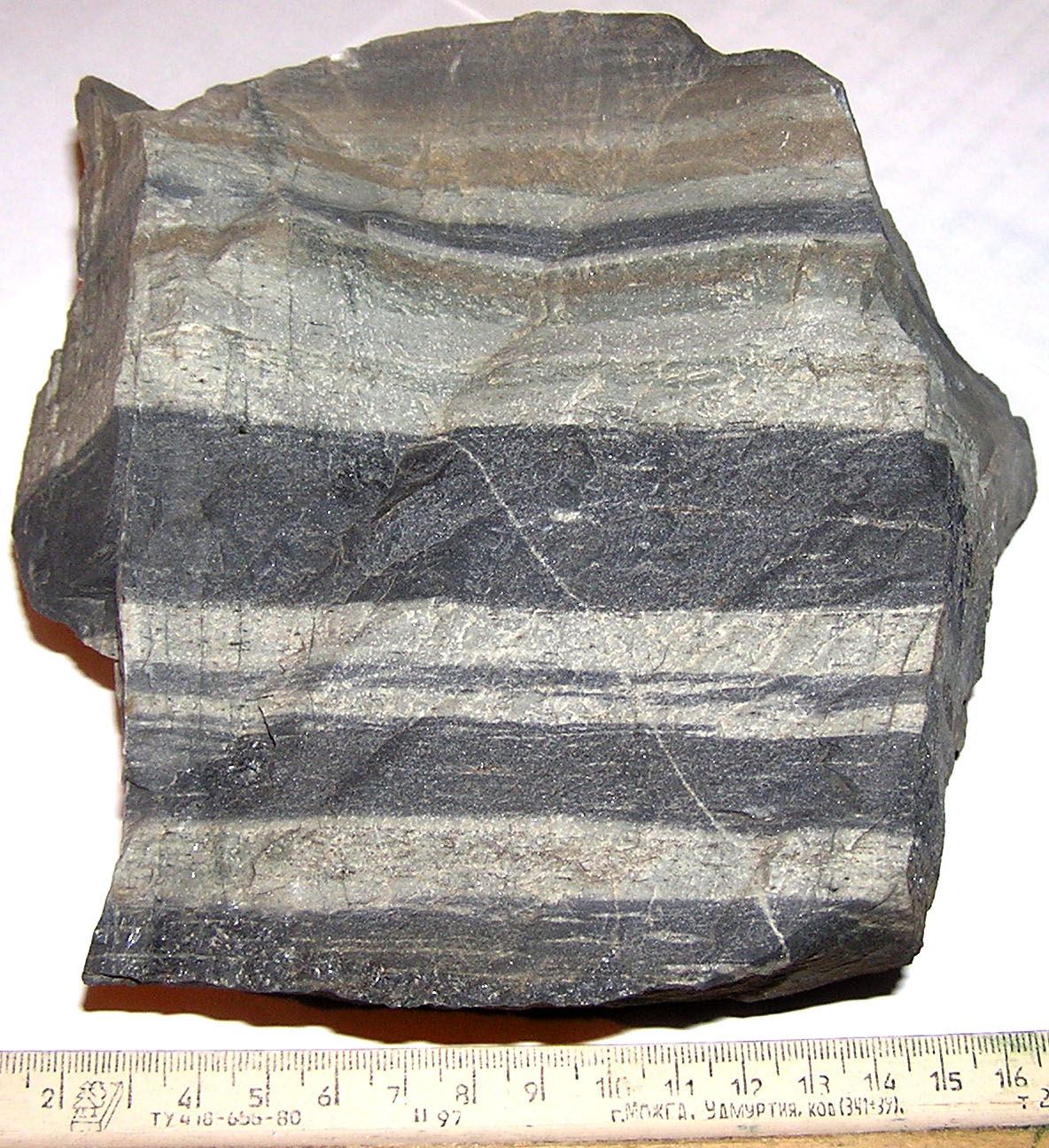
Một mẫu vật đá sừng thành dải, do biến chất tiếp xúc của sa thạch và đá phiến sét với granit xâm nhập sinh ra.

Đá sừng là tên gọi chung để chỉ một tập hợp các loại đá biến chất tiếp xúc bị nhiệt của các khối đá hỏa sinh xâm nhập nung nóng và cứng lại để trở thành khối đá đồ sộ, cứng, dễ vỡ vụn và trong một số trường hợp thì cực kỳ dai và bền. Những tính chất này là do các tinh thể hạt mịn không gióng hàng với dạng thường tinh thể hình phiến hoặc lăng trụ đặc trưng của sự biến chất ở nhiệt độ cao nhưng không có biến dạng kèm theo. Tên gọi đá sừng là phiên dịch từ tiếng Đức hornfels, vì độ dẻo dai và kết cấu khác thường của nó gợi nhớ đến sừng động vật. Thuật ngữ hornfels được Karl Cäsar von Leonhard sử dụng lần đầu năm 1823. Loại đá này được những người thợ mỏ ở miền bắc nước Anh gọi là đá mài.
Hầu hết các loại đá sừng đều có dạng hạt mịn, và trong khi các loại đá gốc (như sa thạch, đá phiến sét, đá bảng và đá vôi) có thể đã tách phiến nhiều hay ít do sự hiện diện của lớp móng hoặc các mặt phẳng cát khai, cấu trúc này hoặc là bị xóa bỏ hoặc bị biến đổi không hoạt động trong đá sừng. Mặc dù nhiều loại đá sừng cho thấy dấu tích của sự tạo móng ban đầu, chúng vỡ ngang cũng dễ dàng như vỡ dọc theo móng này; trên thực tế, chúng có xu hướng phân tách thành các mảnh hình khối lập phương hơn là thành các phiến mỏng. Các khoáng vật dạng phiến có thể có nhiều trong đá sừng nhưng được sắp xếp ngẫu nhiên.
Đá sừng hình thành phổ biến nhất ở vành các xâm nhập granit trong lớp vỏ trên hoặc lớp vỏ giữa. Đá sừng hình thành từ quá trình biến chất tiếp xúc do hoạt động núi lửa rất gần bề mặt có thể tạo ra các khoáng vật bất thường và khác biệt. Đôi khi xảy ra những thay đổi về thành phần do các chất lưu được thể magma tạo ra (tác dụng thay đổi thể hay tác dụng biến đổi nhiệt dịch). Tướng đá sừng là thuật ngữ để chỉ tướng đá biến chất chiếm phần áp suất thấp nhất của không gian nhiệt độ-áp suất biến chất.
Loại đá sừng phổ biến nhất là đá sừng biotit có màu từ nâu sẫm tới đen với một chút ánh mượt như nhung do có nhiều tinh thể mica nhỏ màu đen sáng bóng. Đá sừng vôi thường có màu trắng, vàng, lục nhạt, nâu và các màu khác. Màu xanh lục và xanh lục sẫm là các sắc màu phổ biến của đá sừng tạo ra do sự biến đổi của đá hỏa sinh. Mặc dù phần lớn các hạt cấu thành là quá nhỏ để có thể xác định bằng mắt thường, nhưng thường có các tinh thể lớn hơn (các ban tinh đốm) của cordierit, granat hoặc andalusit rải rác trong khắp chất nền mịn, và chúng có thể rất dễ thấy trên các mặt bị phong hóa của đá.

## Cấu trúc
Cấu trúc của những đá sừng rất đặc trưng. Rất hiếm khi bất kỳ khoáng vật nào thể hiện dạng tinh thể, nhưng các hạt nhỏ lại khít chặt cùng nhau như những mảnh khảm; chúng thường có kích thước gần như bằng nhau. Điều này được gọi là cấu trúc mặt đường ốp lát, từ sự tương đồng với việc lát mặt đường lởm chởm. Mỗi khoáng vật cũng có thể bao quanh các hạt của những khoáng vật khác; ví dụ, trong thạch anh các tinh thể graphit, biotit, sắt oxide, sillimanit hoặc felspat có thể xuất hiện với số lượng lớn. Thường thì tổng thể các hạt được biểu hiện nửa trong mờ theo cách này. Các tinh thể nhỏ nhất có thể cho thấy dấu vết của các đường viền tinh thể, cho thấy chúng được hình thành mới và có nguồn gốc tại chỗ. Điều này khiến người ta tin rằng đá tổng thể đã được tái kết tinh ở nhiệt độ cao và ở trạng thái rắn nên có rất ít khoảng trống tự do để các phân tử khoáng vật tích tụ thành các tinh thể định rõ. Sự tái sinh của đá là đủ để xóa bỏ phần lớn các cấu trúc ban đầu và thay thế ở mức độ ít hay nhiều các khoáng vật cũ bằng các khoáng vật mới. Nhưng sự kết tinh đã bị tình trạng rắn của khối đá cản trở và các khoáng vật mới này không có hình dạng và không thể loại bỏ các tạp chất, mà phát triển xung quanh chúng.

## Thành phần của đá sừng

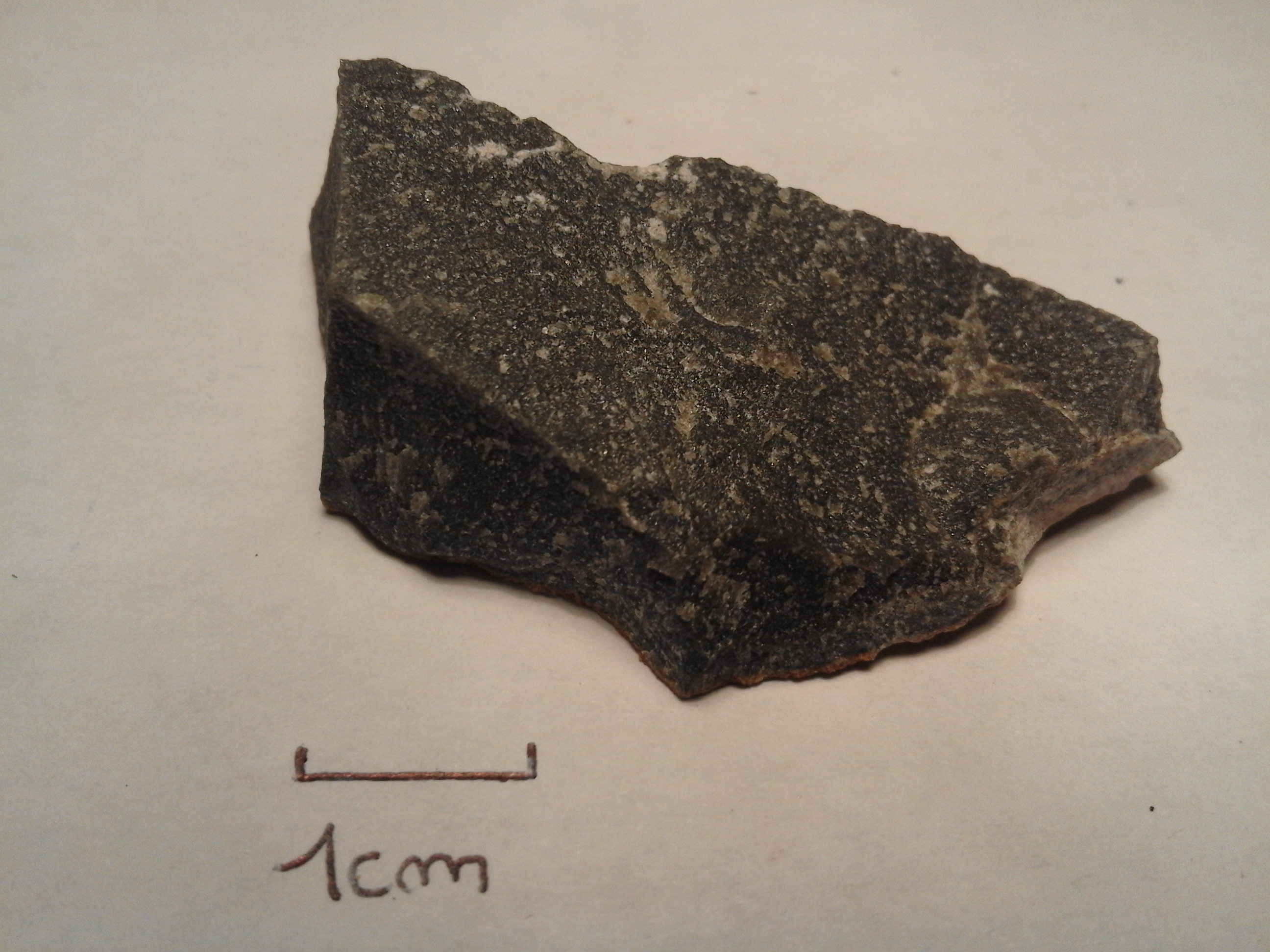
Mẫu vật đá sừng thu thập tại Normandy, Pháp.

### Pelit
Sét, đá bảng trầm tích và đá phiến sét tạo ra đá sừng biotit, trong đó phần lớn các khoáng vật dễ thấy nhất là mica biotit, với các vảy nhỏ của nó là trong suốt dưới kính hiển vi và có màu nâu ánh đỏ sẫm và tính lưỡng sắc mạnh. Ngoài ra còn có thạch anh và thường có một lượng đáng kể felspat, trong khi graphit, tourmalin và các oxide sắt thường xuất hiện với số lượng ít hơn. Trong các đá sừng biotit này thì các khoáng vật chứa các nhôm silicat thường được tìm thấy; chúng thường là andalusit và sillimanit, nhưng kyanit cũng xuất hiện trong các loại đá sừng, đặc biệt là ở những loại có đặc trưng đá phiến. Andalusit có thể có màu hồng và thường đa sắc ở các tiết diện mỏng, hoặc có thể có màu trắng với các vỏ bao hình chữ thập sẫm màu của chất nền là đặc trưng của chiastolit. Sillimanit thường tạo thành các hình kim cực nhỏ nằm trong thạch anh.
Trong các loại đá của nhóm này không hiếm khi cũng có cordierit, và có thể có các đường viền của các lăng trụ lục giác không hoàn hảo được chia thành sáu hình quạt khi được nhìn trong ánh sáng phân cực. Trong đá sừng biotit, một dải sọc mờ có thể chỉ ra sự tạo móng nguyên thủy của đá không bị thay đổi và tương ứng với các thay đổi nhỏ trong bản chất của trầm tích lắng đọng. Phổ biến hơn là có đốm rõ rệt, có thể nhìn thấy trên bề mặt các mẫu vật lấy thủ công. Các đốm này thuôn tròn hoặc hình elip, và có thể nhạt màu hoặc sẫm màu hơn phần còn lại của đá. Trong một số trường hợp, chúng rất giàu graphit hoặc vật chất có cacbon; ở những chỗ khác chúng chứa đầy mica màu nâu; một số đốm bao gồm các hạt thạch anh thô hơn chút ít so với những gì xuất hiện trong chất nền. Tần suất mà đặc điểm này tái xuất hiện ở các loại đá bảng ít biến đổi và đá sừng là đáng chú ý, đặc biệt là vì dường như chắc chắn rằng các đốm này không phải lúc nào cũng có cùng bản chất hoặc nguồn gốc. Đôi khi người ta cũng tìm thấy đá sừng tourmalin gần rìa của đá granit tourmalin; chúng có màu đen với các schorl hình kim nhỏ, dưới kính hiển vi có màu nâu sẫm và đa sắc. Vì tourmalin chứa bo nên chắc chắn đã có sự thẩm thấu hơi ở một mức độ nào đó từ đá granit vào trầm tích. Các loại đá của nhóm này thường được nhìn thấy ở khu vực khai thác thiếc Cornwall, đặc biệt là gần các mạch quặng.

### Cacbonat
Nhóm đá sừng lớn thứ hai là đá sừng calci–silicat sinh ra từ sự biến đổi nhiệt của đá vôi không tinh khiết. Các móng tinh khiết hơn tái kết tinh như cẩm thạch, nhưng ở những nơi ban đầu có sự trộn lẫn cát hay sét thì các silicat chứa vôi hình thành, như diopside, epidot, granat, sphen, vesuvianit và scapolit; cùng với chúng thường xuất hiện phlogopit, các felspat khác nhau, pyrit, thạch anh và actinolit. Các đá này có hạt mịn, và mặc dù thường tạo thành dải, nhưng rất dai và cứng hơn nhiều so với đá vôi ban đầu. Chúng biến động rất mạnh về thành phần khoáng vật học, thường xen kẽ trong các vỉa mỏng với đá sừng biotit và quartzit chai cứng. Khi tràn ngập hơi bo và flo từ đá granit, chúng có thể chứa nhiều axinit, fluorit và datolit, nhưng các silicat nhôm không có trong các đá này.

### Mafic
Từ diabaz, bazan, andesit và các loại đá hỏa sinh khác, loại đá sừng thứ ba được sản sinh. Về cơ bản, chúng bao gồm felspat với hornblend (thường có màu nâu) và pyroxen nhạt màu. Sphen, biotit và các oxide sắt là những thành phần hợp thành phổ biến khác, nhưng những loại đá này có sự biến thiên mạnh về thành phần và cấu trúc. Nơi khối đá ban đầu bị phân hủy và chứa calcit thì zeolit, clorit và các khoáng vật thứ cấp khác hoặc là trong các mạch hoặc trong các hốc, thường có các khu vực tròn hoặc các vệt không đều chứa một điệp các khoáng vật mới, có thể giống với các loại đá sừng calci-silicat được mô tả trên đây. Các cấu trúc ban tinh, lưu chuyển, dạng bọng hoặc mảnh ban đầu của đá hỏa sinh có thể nhìn thấy rõ ràng trong các giai đoạn ít tiến triển của quá trình tạo thành đá sừng, nhưng trở nên ít rõ ràng hơn khi sự thay đổi tiếp diễn.
Ở một số nơi, đá sừng hóa xuất hiện có cấu trúc đá phiến thông qua quá trình trượt, và chúng tạo thành các dạng chuyển tiếp thành đá phiến và gneis chứa cùng các khoáng chất như đá sừng, nhưng có cấu trúc dạng đá phiến thay vì cấu trúc dạng đá sừng. Trong số này có thể kể đến các loại gneis cordierit và sillimanit, mica-đá phiến andalusit và kyanit, và những đá calcit-silicat dạng đá phiến được gọi là cipolin. Người ta thường thừa nhận rằng đây là những trầm tích đã trải qua quá trình biến đổi nhiệt, nhưng điều kiện chính xác để hình thành chúng không phải lúc nào cũng rõ ràng. Các đặc trưng cơ bản của quá trình tạo thành đá sừng là do tác động của nhiệt, áp suất và hơi thấm qua, tái tạo một khối đá mà không tạo ra sự nung chảy (ít nhất là trên quy mô lớn). Tuy nhiên, người ta cũng từng tranh luận rằng thường có sự thay đổi lớn về mặt hóa học do sự truyền vật chất từ đá granit vào các loại đá xung quanh nó. Sự hình thành felspat mới trong các loại đá sừng được chỉ ra như là bằng chứng cho điều này. Mặc dù sự felspat hóa này có thể đã xảy ra ở một vài nơi, nhưng nó dường như không có ở những nơi khác. Hầu hết các tác giả ở thời điểm hiện tại đều coi các thay đổi này về bản chất hoàn toàn chỉ là vật lý chứ không phải là hóa học.

## Các tướng biến chất đá sừng
Các tướng đá sừng chiếm phần không gian nhiệt độ-áp suất biến chất với áp suất thấp nhất và nhiệt độ từ thấp đến cao. Nó được chia nhỏ thành chế độ nhiệt độ thấp gồm đá sừng albit - epidot, chế độ nhiệt độ trung bình là đá sừng hornblend, chế độ nhiệt độ cao là đá sừng pyroxen, và chế độ nhiệt độ cực cao của sanidinit. Loại cuối cùng này đôi khi được coi là một tướng đá riêng biệt. Áp suất tối đa vào khoảng 2 kbar và nhiệt độ khoảng 300-500 °C đối với tướng đá sừng albit-epidot, 500-650 °C đối với tướng đá sừng hornblend, 650-800 °C đối với tướng đá sừng pyroxen và trên 800 °C đối với tướng sanidinit.
Các khoáng vật thực tế có trong mỗi tướng đá phụ thuộc vào thành phần của đá nguyên thủy. Đối với đá nguyên thủy mafic, các tướng đá sừng albit-epidot có đặc trưng là albit và epidot hoặc zoisit với lượng nhỏ actinolit và clorit. Nó nhường chỗ cho horblend, plagioclase, pyroxen và granat trong các tướng đá sừng horblend, tới lượt mình nó nhường chỗ cho orthopyroxen, augit, plagioclase và lượng granat dấu vết đặc trưng trong các tướng đá sừng pyroxen và tướng sanidinit. Hai loại sau cùng này không thể phân biệt được đối với thành phần này của đá nguyên thủy.
Đối với đá nguyên thủy siêu mafic, các tướng albit-epidot có đặc trưng là serpentin, talc, tremolit và clorit, nhường chỗ cho forsterit, orthopyroxen, hornblend, clorit, lượng nhỏ spinel nhôm đặc trưng và magnetit trong các tướng đá sừng hornblend, tới lượt mình nó nhường chỗ cho forsterit, orthopyroxen, augit, plagioclase, và spinel nhôm trong các tướng đá sừng pyroxen. Các tướng sanidinit đối với thành phần này chỉ khác với các tướng đá sừng pyroxen ở sự biến mất của spinel nhôm.
Đối với đá nguyên thủy pelit, trình tự là thạch anh, plagioclase, muscovit, clorit và cordierit trong các tướng albit-peridot; thạch anh, plagioclase, muscovit, biotit, cordierit và andalusit trong các tướng đá sừng horblend; thạch anh, plagioclase, orthoclase, andalusit, sillimanit, cordierit và orthopyroxen trong các tướng đá sừng pyroxen. Các tướng sanidinit có thạch anh, plagioclase, sillimanit, cordierit, orthopyroxen, sapphirin và spinel nhôm.
Đối với đá nguyên thủy dạng đá vôi, trình tự là calcit, dolomit, thạch anh, tremolit, talc và forsterit cho các tướng đá sừng albite-peridot; calcit, dolomit, thạch anh, tremolit, diopside và forsterit cho các tướng đá sừng horblend; calcit, thạch anh, diposide, forsterit và wollastonit cho các tướng đá sừng pyroxen; calcit, thạch anh, diopside, forsterit, wollastonit, monticellit và akermanit cho các tướng sanidinit.

## Thuộc tính âm học
Đá sừng có khả năng tạo tiếng vang khi gõ. Michael Tellinger đã mô tả các loại đá này ở Nam Phi còn được gọi là "đá rung ngân" do khả năng ngân như chuông của chúng. Nhạc cụ đá Skiddaw là một ví dụ về nhạc cụ đá được làm từ đá sừng.